# فرانك كونور
فرانك كونور (بالإنجليزية: Frank Connor)‏ (13 فبراير 1936 في المملكة المتحدة - 3 مارس 2022) هو مدرب كرة قدم ولاعب كرة قدم بريطاني في مركز حراسة المرمى. لعب مع بورتاداون وديري سيتي ونادي سانت ميرين ونادي سلتيك ونادي كاودينبيث لكرة القدم ونادي ألبيون روفرز.

## وصلات خارجية
- فرانك كونور على موقع قاعدة بيانات كرة القدم.إي يو (الإنجليزية)